# Саакян, Левон Гургенович
Левон Гургенович Саакян — советский хозяйственный, государственный и политический деятель.

## Биография
Родился в 1937 году в Ереване. Член КПСС.
С 1960 года — на хозяйственной, общественной и политической работе. В 1960—2000 гг. — инженер-конструктор, начальник конструкторского бюро, секретарь первичной партийной организации на Армянском электромашиностроительном заводе имени В.И. Ленина, инструктор ЦК КП Армении, заведующий отделом промышленности и транспорта Ереванского горкома партии, первый секретарь ЦК ЛКСМ Армении, второй секретарь Ереванского горкома КП Армении, председатель Совета профсоюзов Армянской ССР, первый секретарь Ереванского горкома КП Армении, первый заместитель Председателя Совета Министров Армянской ССР, советник-посланник в Посольстве СССР и Российской Федерации в Республике Афганистан, вице-президент фирмы «Совюгинстрой».
Избирался депутатом Верховного Совета СССР 10-го созыва, Верховного Совета Армянской ССР 8-11-го созывов.
Делегат XXIV, XXV, XXVI и XXVII съездов КПСС.
Живёт в Москве.